# Jardín Botánico (La Paz)
El Jardín Botánico es una institución cultural de la ciudad de La Paz, administrada por la empresa Empresa Municipal de Áreas Verdes, Parques y Forestación (EMAVERDE) dependiente del Gobierno Autónomo Municipal de La Paz. 
Se ubica en la zona de Miraflores, en la esquina formada por las calles Lucas Jaimes y Nicaragua. En su registro cuenta con 96 414 especies de plantas y 16 especies nativas de aves. El lugar, además de su variedad de plantas, es uno de los lugares más románticos de la ciudad según una publicación local.

## Historia
El área fue propiedad de una familia japonesa a inicios del siglo XX.

## Invernaderos
Existe un invernadero de bromelias en la parte inferior del jardín que también posee otras especies tropicales. También existe otro que alberga diferentes especies de cactáceas. 

## Fauna
Un estudio realizado en 2012 reveló que existen al menos 16 especies de aves nativas que visitan el parque estas especies son:
- Tórtola, zenaida ariculata.
- Kurucuta, metriopelia ceciliae
- Chiguanco, Turdus chiguanco
- Pinchaflores, diglossa carbonaria
- Azulejo,Thraupis sayaca
- Pinchitanka, zonotrichia capensis
- Ratona, Troglodites aedon
- Chibta, Phrygilus punensis
- Corta ramas, Phytotoma rutila
- Repitero, saltator aurantirrostris
- Chaiñita, Carduelis xanthogastra
- Piquito de oro, Catamenia analis
- Colibrí común, Colibrí coruscans
- Picaflor gigante, Patagona gigas
- Cachudito, Anairetes parulus

## Biblioteca
Dentro de las instalaciones se encuentra la primera biblioteca especializada en temas de medio ambiente, la biblioteca Warisata. Esta posee más de 25 mil títulos relacionados con temas de conservación y ecología.